# Daletice
Daletice este o comună slovacă, aflată în districtul Sabinov din regiunea Prešov. Localitatea se află la altitudinea de 670 m deasupra n.m., se întinde pe o suprafață de 2,49 km2 și în 2017 număra 101 locuitori.

## Istoric
Localitatea Daletice este atestată documentar din 1320.

## Demografie
| An:                | 1994 | 2004    | 2014 | 2024 |
| ------------------ | ---- | ------- | ---- | ---- |
| Număr de persoane: | 121  | 100     | 100  | 95   |
| Diferență:         |      | −17,35% | +0%  | −5%  |

| An:                | 2023 | 2024 |
| ------------------ | ---- | ---- |
| Număr de persoane: | 95   | 95   |
| Diferență:         |      | +0%  |